# فتحة تناسلية

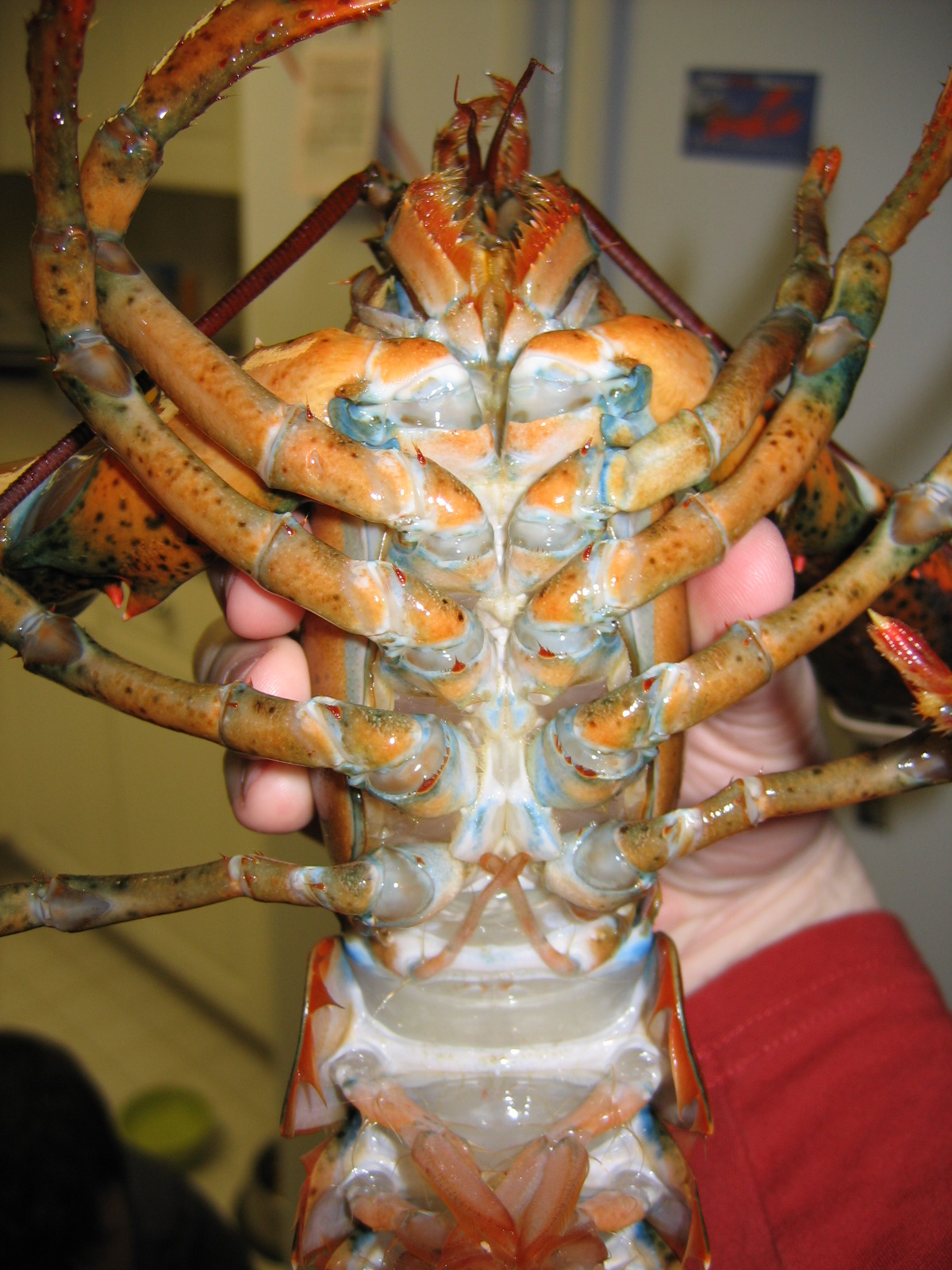
الجانب البطني لكركند أمريكي أنثى، عضو من طائفة لينات الدرقة. الفتحات التناسلية في قاعدة زوج أرجل المشي الثالث، وتشير نحو الذيل.

الفتحة التناسلية أو فتحة تناسلية خارجية (بالإنجليزية: Gonopore)‏ هي فتحة عضو جنسي لدى العديد من اللافقاريات. تملك سداسيات الأرجل بما في ذلك الحشرات فتحة تناسلية واحدة، باستثناء ذباب مايو الذي يملك زوجا من الفتحات التناسلية. وهي لدى الإناث غير المعدلة فتحة قناة البيض، ولدى الذكور هي فتحة القناة الدافقة.
يختلف موضع الفتحة التناسلية بين المجموعات، لكنها ثابتة عموما في نفس المجموعة وهو ما يسمح باستخدامها «كواسم مقطعي». لدى لينات الدرقة، توجد في المقطع الصدري السادس، وتوجد لدى المؤتلفات مقطع الجذع الرابع ولدى العنكبيات في المقطع الثاني من مؤخر الجسم. لدى الحشرات والحريشات توجد في مقطع الجسم الثالث خلف الرأس بجوار زوج الأرجل الثاني.
موضع الفتحات التناسلية للذكر والأنثى، سواء في قاعدة الرجل أو على القص [الإنجليزية] مهم في نظاميات السلطعونات.